# Brohard (Virginia Occidental)
Brohard es un área no incorporada ubicada en los condados de Ritchie y Wirt, Virginia Occidental, Estados Unidos. Está catalogada como un asentamiento humano por la Junta de Nombres Geográficos de los Estados Unidos.
El número de identificación (ID) asignado por el Servicio Geológico de Estados Unidos es 1536384.

## Geografía
Se encuentra a una altitud de 294 metros sobre el nivel del mar (965 pies) según el conjunto de datos de elevación nacional.